# Benkovce
Benkovce jsou obec na Slovensku v okrese Vranov nad Topľou v Prešovském kraji ležící na řece Ondava 12 km od města Vranov nad Topľou.Obec náleží pod region Horný Zemplín a žije zde 557 obyvatel.

## Poloha
Obec Benkovce leží v údolí řeky Ondavy na jižním výběžku Nízkých Beskyd. Nadmořská výška obce se pohybuje v rozmezí 130 až 320 m, ve středu obce je výška 138 m n. m. Terén obce je rovinatý, na okrajích mírně zvlněný, je odlesněný, pozue v údolní nivě jsou lužní lesy. Území je tvořeno čtvrtohorními naplaveninami řeky Ondavy se svahovými a sprašovými hlínami.

## Historie
Archeologické nálezy pochází z mladšího paleolitu. Osídlení zemědělci je kladeno do období druhé poloviny pátého tisíciletí před naším letopočtem.
První písemná zmínka o obci je z roku 1363, kde je uváděna jako Benkouch. Název Benkovce je uváděn od roku 1927, maďarsky: Benkóc nebo Benkőfalva.
Obec náležela k panství hradu Čičva a později k panství Stropkov. V roce 1557 platila daň ze sedmi port. Následkem zemětřesení v roce 1778 byla téměř zničena. V 18. až 20. století pozemky náležely rodu Hadik-Barkóczyovcům.
Hlavní činností bylo zemědělství. V roce 1945 byla obec nacisty vypálená.

## Památky
- Římskokatolický kostel svatého Emericha, jednolodní pozdně barokní stavba s pravoúhlým závěrem kněžiště a věží z roku 1783. V roce 1890 prošel novogotickými úpravami, kdy byly provedeny nové fasády. Interiér je zaklenut valenou klenbou. V letech 2014-2015 prošel rekonstrukcí. V kostele je novorokokový oltář z 20. let 20. století. Ostatní vybavení je moderní. Fasády kostela jsou rozděleny okny s lomeným obloukem. Věž je zakončena stanovou střechou.[5] V době první světové války byl rekvírován větší zvon.[5]